# Landesmusikrat Rheinland-Pfalz
Der Landesmusikrat Rheinland-Pfalz e. V. vertritt als Dachverband die Interessen von rund 60 Mitgliedern, darunter Musikverbände, Institutionen des Musiklebens und wissenschaftliche Einrichtungen in Rheinland-Pfalz. Er ist einer von 16 Landesmusikräten in Deutschland und Teil des Deutschen Musikrats.

## Geschichte
Gegründet wurde der Landesmusikrat im Juni 1979. Seit dem 1. Januar 2013 ist der Landesmusikrat Träger aller fünf LandesJugendEnsembles sowie der Landeswettbewerbe „Jugend musiziert“ und „Jugend jazzt“.

## Aufgaben und Ziele
Der Landesmusikrat hat zur Aufgabe, die Musik in Rheinland-Pfalz zu fördern. Er ist Dachverband für das Musikleben, für Amateurmusik ebenso wie für professionelle Musik, für Chöre und Orchester. Seine Initiativen richten sich unter anderem auf die Ausbildung in Musikberufen, die Musikerziehung in Kindergärten, schulische und außerschulische Musikaktivitäten. Er vertritt die Musikwissenschaft wie auch die Musikwirtschaft und engagiert sich bei der Suche nach Lösungen in bildungs- und kulturpolitischen Fragen.
Ferner verteilt er seit 2005 die Zweckerträge aus der GlücksSpirale von Lotto Rheinland-Pfalz an seine Mitgliedsverbände über einen festgelegten Verteilungsschlüssel.

## Mitglieder
Unter den rund 60 Mitgliedern des Landesmusikrats Rheinland-Pfalz befinden sich sowohl Musikverbände, als auch pädagogische und wissenschaftliche Einrichtungen. Außerdem gehören dem Landesmusikrat gewählte Einzelmitglieder an. Jedes Jahr im Frühjahr lädt der Landesmusikrat zur Mitgliederversammlung ein.

## Präsidium
Das Präsidium des Landesmusikrats Rheinland-Pfalz wird im Abstand von drei Jahren bei der Mitgliederversammlung neu gewählt. Am 19. März 2024 formierte sich so ein neues Präsidium, bestehend aus Christa Schäfer, Matthias Reuber und Joachim Junker als Vizepräsidentin und Vizepräsidenten und Peter Stieber als Präsident. Die Mitgliedsverbände und -institutionen werden durch Ursula Kramer, Uwe Sandner, Wolf-Rüdiger Schreiweis, Thomas Germain, Gerd Wagner und Sebastian Sternal im Präsidium vertreten.

## Geschäftsstelle und Team
Der Sitz der Geschäftsstelle ist die Kaiserstraße 26–30, 55116 Mainz. Seit 2023 ist Verena Schulte als Geschäftsführerin tätig und arbeitet zusammen mit einem Team von acht Personen.

## Ensembles und Projekte
- Landesjugendensembles:
  - JugenEnsembleNeueMusik (JENM)
  - LandesJugendBlasOrchester (LJBO)
  - LandesJugendChor (LJC)
  - LandesJugendJazzOrchester (Phoenix Foundation)
  - LandesJugendOrchester (LJO)
- Instrument des Jahres
- Landtagskonzert
- musik vereint
- Orgelspaziergang
- Schülerpreis

## Wettbewerbe
Durch landesweite Wettbewerbe fördert der Landesmusikrat begabte Jugendliche und die Qualität des Musizierens der Amateurorchester und -chöre. Die Wettbewerbe „Jugend musiziert“ und „Jugend jazzt“ richten sich an junge Musizierende, während der „Landeschorwettbewerb“ sowie der „Landesorchesterwettbewerb“ für alle Altersgruppen geöffnet sind.

## Landesmusikakademie
1982 gründete der Landesmusikrat die Landesmusikakademie Rheinland-Pfalz, die zunächst als dezentrale Einrichtung betrieben wurde. Seit 2003 ging sie in die Trägerschaft eines gemeinnützigen Verein über und befindet sich als zentrale Landesmusikakademie in Neuwied-Engers, in unmittelbarer Nachbarschaft zum Schloss Engers.